# 37601 Вікджен
37601 Вікджен (37601 Vicjen) — астероїд головного поясу, відкритий 3 квітня 1992 року.
Тіссеранів параметр щодо Юпітера — 3,464.